# 全日本プロレス ジェット
『全日本プロレス ジェット』（ぜんにほんプロレス ジェット）は、1994年7月15日に日本のメサイヤから発売されたゲームボーイ用プロレスゲーム。
同社のスーパーファミコン用ソフト『全日本プロレス』（1993年）の姉妹品にあたる。全日本プロレス所属の8名のプロレスラーが登場し、20種類以上の必殺技が用意されている。
開発はジオファクトリーが行い、プロデューサーはスーパーファミコン版を手掛けた石塚輝および薮崎久也、音楽は佐々木筑柴および森彰彦が担当している。

## ゲーム内容
基本的にはスーパーファミコン版と同じであるが、ゲームボーイ用ソフトであるため画面が白黒となっている。また、その他レスラーやゲームモードが大幅削除となっている。
ゲームモードとして、「三冠ヘビー級選手権」、「世界タッグ選手権」、「ジャイアントシリーズ」が収録されている。

## 登場レスラー
- ジャイアント馬場
- ジャンボ鶴田
- 三沢光晴
- 小橋建太
- 田上明
- 川田利明
- スタン・ハンセン
- スティーブ・ウィリアムス

## スタッフ
- プロモーション・スタッフ：小森俊幸、寺田浩一郎、佐藤弘明
- アートワーク：岩本紀彦
- ゲーム・デザイン：えのもとじゅん
- プログラム：川原英明、松田哲哉
- サウンド・デザイン：TSUKUSHI（佐々木筑柴）、DON（森彰彦）
- ディレクター：石塚輝
- アシスタント・ディレクター：進藤 "GORO" 恭佐
- スペシャル・サンクス：馬場正平（全日本プロレス）
- プロデュース：薮崎久也、石塚輝
- エグゼクティブ・プロデューサー：渋谷実夫

## 評価
- ゲーム誌『ファミコン通信』の「クロスレビュー」では、6・5・5・5の合計21点（満40点）[1]、『ファミリーコンピュータMagazine』の読者投票による「ゲーム通信簿」での評価は以下の通り、19.3点（満30点）となっている[2]。

| 項目 | キャラクタ | 音楽 | お買得度 | 操作性 | 熱中度 | オリジナリティ | 総合 |
| 得点 | 3.8        | 3.1  | 3.1      | 3.0    | 3.1    | 3.2            | 19.3 |